# Philochortus spinalis
Pseuderemias spinalis — вид ящірок родини ящіркових (Lacertidae). Мешкає в Еритреї, Ефіопії і Сомалі.

## Поширення і екологія
Pseuderemias spinalis мешкають в Афарській улоговині на північному сході Ефіопії, в Еритреї та на північному заході Сомалі. Вони живуть в сухих саванах, напівпустелях і пустелях, на висоті до 2000 м над рівнем моря.